# Basilika Unserer Lieben Frau von Guadalupe (San Luis Potosí)

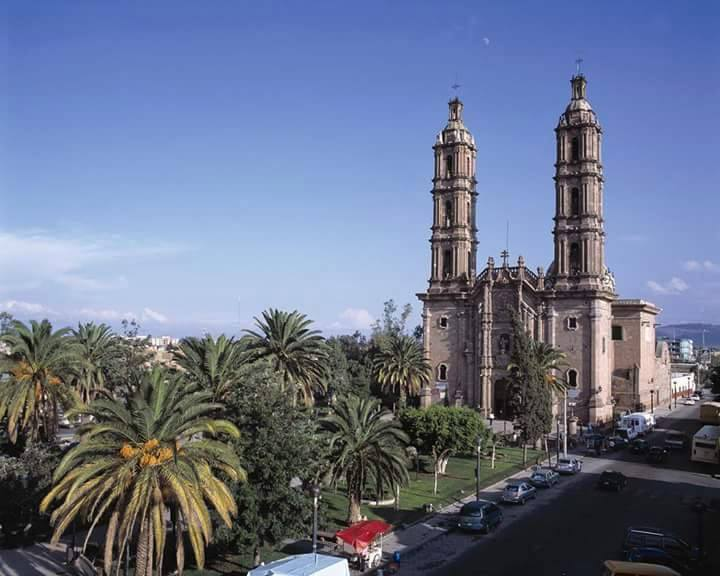
Basílika Nuestra Señora de Guadalupe

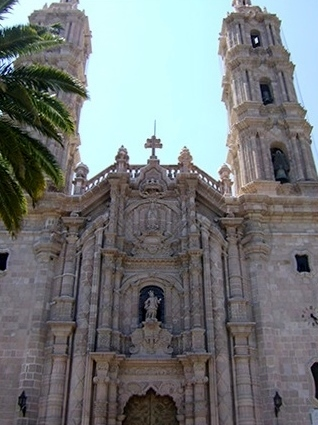
Basilika Guadalupe

Die Basilika Unserer Lieben Frau von Guadalupe (spanisch Basilíca Nuestra Señora de Guadalupe) ist eine Kirche in San Luis Potosí, Hauptstadt des gleichnamigen Bundesstaates in Mexiko. Die Marienwallfahrtskirche des Erzbistums San Luis Potosí ist Unserer Lieben Frau von Guadalupe gewidmet, Schutzpatronin von Mexiko. Die Kirche wurde Ende des 18. Jahrhunderts im Stil des neuspanischen Barock und des Klassizismus erbaut. Sie ist Teil des historischen Zentrums von San Luis Potosí, als Silberstadt eine der Welterbestätten des Camino Real de Tierra Adentro.

## Geschichte
Die Kirche geht auf eine Einsiedelei von 1656 zurück, in der bereits ab 1662 ein Bildnis der Jungfrau von Guadalupe verehrt wurde, Reste der Einsiedelei sind nördlich der Kirche erhalten. 1772 wurde mit dem Bau der heutigen Kirche durch den Madrider Architekten Felipe Cleere (1721–1794) begonnen und in dessen Abwesenheit ab 1776 von Francisco de Sales Carillo und schließlich Francisco de la Géndara 1800 fertiggestellt, als sie im Oktober geweiht wurde. 1838 wurde das durch einen Brand zerstörte Marienbildnis ersetzt. 1855 wurde die Kirche von den Franzosen in eine Kaserne umgewandelt und danach von der Regierung bis 1871 als Lager für Kriegsgüter weiter genutzt. Nach der Rückgabe der Kirche wurde diese bis 1903 renoviert, als eine erneute Kirchweihe erfolgte. 1991 wurde die Kirche durch Papst Johannes Paul II. in den Rang einer Basilica minor erhoben.

## Bauwerk
Der Architekt Cleere kombinierte in der Fassade einen reich ausgeschmückten Mittelrisalit mit den massiven Unterbauten der Kirchtürme, deren oberen drei Etagen die Glockentürme mit 53,2 Metern zu den höchsten der Stadt machen. Die schlanke und elegante Fassade verbindet die barock-churriguereske Ornamentik des Risalits und die klassizistischen, kubischen Seitenelemente miteinander. Nach oben schließt der Mittelteil mit einer Balustrade.
Die Saalkirche hat den Grundriss eines lateinischen Kreuzes, das Tonnengewölbe ist als Kreuzgewölbe ausgemalt. Die Vierungskuppel erhebt sich über einem achteckigen Tambour und schließt mit einer Laterne. In der Sakristei befindet sich eine Sammlung von Gemälden, darunter die vierzehn Kreuzwegstationen von Francisco de P. Herrera.